# Altaír Jarabo
Altaír Jarabo García (Ciudad de México, 7 de agosto de 1986) es una actriz  mexicana.

## Biografía
Inició su carrera como actriz a través de TV Azteca en 1993, a la edad de 8 años en la telenovela El peñón del amaranto, años después, en 2002 en la telenovela juvenil Súbete a mi moto y Un nuevo amor.
En 2003, ingresa a Televisa debutando en dicha televisora con Inocente de ti, en 2005 con El amor no tiene precio y en 2006, fue uno de los roles estelares en la telenovela Código postal junto a José Ron.
En 2007 participó en la telenovela Al diablo con los guapos.
En 2008 el productor Carlos Moreno Laguillo le contrata para trabajar en la telenovela En nombre del amor.
En 2009 se integra al elenco de la telenovela Mi pecado.
En septiembre de 2009 se estrenó la película de cine Me importas tú y tú, en la cual se rinde homenaje a Germán Valdés, conocido como Tin Tan, y donde ella es la protagonista junto con Ulises de la Torre.
En 2010 y 2011 es una de las villanas en Llena de amor, de la productora Angelli Nesma.
A inicios de 2012 actúa en la telenovela Abismo de pasión, donde interpreta a una de los antagonistas junto a David Zepeda.
En 2013 participa en la telenovela Mentir para vivir, producción de Rosy Ocampo, en donde comparte créditos junto a Mayrín Villanueva. 
En 2015 antagoniza la telenovela Que te perdone Dios.

## Filmografía

### Telenovelas
- El amor no tiene receta (2024) - Ginebra Nicoliti[5]
- Juego de mentiras (2023) - Camila del Río[6]
- Corazón guerrero (2022) - Carlota Ruiz-Montalvo[7]
- Vencer el desamor (2020) - Olga Collado[8]
- Médicos, línea de vida (2019) - Victoria Escalante (cameo)[9]
- Por amar sin ley (2018-2019) - Victoria Escalante
- Pasión y poder (2015-2016) - Consuelo Martínez de Montenegro[10][11]
- Que te perdone Dios (2015) - Diana Montero[12]
- Mentir para vivir (2013) - Raquel Ledesma
- Abismo de pasión (2012) - Florencia Landucci Cantú
- Llena de amor (2010-2011) - Ilitia Porta-López Rivero
- Mi pecado (2009) - Lorena Mendizábal Molina
- En nombre del amor (2008 - 2009) - Romina Mondragón Ríos
- Lola, érase una vez (2007) - Catherine
- Al diablo con los guapos (2007-2008) - Valeria Belmonte Arango
- Código postal (2006 - 2007) - Afrodita Carvajal
- El amor no tiene precio (2005 - 2006) - Vanessa Monte y Valle González
- Inocente de ti (2004-2005) - Isela González
- Un nuevo amor (2003) - Ximena Itriago
- Subete a mi moto  (2002) - Gabriela "Gaby" Narváez Soler
- El peñón del amaranto (1993) - Amaranta (niña)

### Programas
- Manual para galanes (2021-2022) - Angie[13]
- Ugly Betty (2008-2009) - Carmen
- Disney Club (1999) - Conductora

### Cine
- Cómplices (2018)
- A la mala (2015)[14]
- Volando bajo (2014) - Abigail Restrepo-Mares
- Me importas tú y tú (2009) - Adriana

### Teatro
- Manos quietas (2013)[15]
- Los 39 escalones (2010) - Annabella[16]

## Premios y nominaciones

### Premios TVyNovelas
| Año  | Categoría                 | Telenovela               | Resultado |
| ---- | ------------------------- | ------------------------ | --------- |
| 2014 | Mejor actriz antagónica   | Mentir para vivir        | Nominada  |
| 2010 | Mejor actriz antagónica   | En nombre del amor       | Nominada  |
| 2009 | Mejor revelación femenina | Al diablo con los guapos | Nominada  |

### Premios Diosas de Plata
| Año  | Categoría               | Película            | Resultado |
| ---- | ----------------------- | ------------------- | --------- |
| 2010 | Mejor actriz revelación | Me importas tú y tú | Ganadora  |

### Premios People en Español
| Año  | Categoría               | Telenovela         | Resultado |
| ---- | ----------------------- | ------------------ | --------- |
| 2011 | Mejor actriz secundaria | Llena de amor      | Nominada  |
| 2009 | Mejor villana           | En nombre del amor | Nominada  |